# Песионе
Песионе је насеље у Италији у округу Торино, региону Пијемонт.
Према процени из 2011. у насељу је живело 1318 становника. Насеље се налази на надморској висини од 253 м.